# Нафтовик (Борислав)
Спортивний клуб «Нафтовик» — український аматорський клуб із міста Борислав, заснований у 1940 році. Виступає у Прем'єр-лізі Львівської області з футболу.

## Досягнення
Першість Дрогобицької області
- Чемпіон (1): 1940 (осінь).
- Срібний призер (2): 1956, 1957.
- Бронзовий призер (1): 1954.

 Вища ліга Львівської області
- Чемпіон (1): 1999 (осінь).
- Бронзовий призер (1): 1998/99

## Історія
До 1939 року в Бориславі існувало безліч футбольних команд, які були складовими різних етнічних та політичних спорттовариств: «Ропник», «Бялі», TUR, «Кадімаг», «Стшелєц». Всі вони були розформовані радянською владою, а на їхній основі відкрито філію всесоюзного спорттовариства робітників нафтовидобувної промисловості — «Нафтовик».
Нафтовики від свого заснування були регулярними учасниками Першості Дрогобицької області з футболу, ставши її другими чемпіонами.
Найвище за футбольною ієрархією СРСР «Нафтовик» піднявся у 1948 році, коли взяв участь у Чемпіонаті УРСР серед КФК. Там він виступав аж до 1950 року.
Приблизно в 1994 році «Нафтовик» був відроджений. Клуб одразу заявився до обласних змагань. Тоді ж «Нафтовик» і почав активно співпрацювати з Дрогобицьким педагогічним університетом, що призвело до поглинання ним університетської команди «Іскра» та розбавлення складу дрогобицькими студентами.
У сезоні 1998/99 нафтовики набрали 51 очко в 26 матчах та взяли бронзу чемпіонату, пропустивши вперед тільки таких тогочасних грандів обласного футболу як: СФК «Трускавець» (61 очк.) та ФК «Рочин» (53 очк.).
Вперше чемпіонами Львівщини нафтовики-бориславчани стали в 1999 році під проводом тренера А. Веселовського. Тоді бориславчани виграли спочатку групу «А» із 8 команд, а потім у стиковому матчі за чемпіонство мінімально обіграли чемпіона групи «Б» – «Карпати» Кам'янка-Бузька – із рахунком 1:0.
У 2000 році «Нафтовик» дебютував у Чемпіонаті України з футболу серед аматорів. Команда провела повний сезон, фінішувавши на третьому місці у своїй групі. За підсумками турніру «Нафтовик» здобув лише одну перемогу та тричі зіграв унічию. Після цього клуб більше не брав участі в Чемпіонаті України з футболу серед аматорів.
У 2000-х колишні нафтовики виступали під назвами: «Каменяр» (2002-2004), «ДДПУ-Каменяр» (2004-2009). Вже в 2013 році команда знову повернула стару назву – «Нафтовик».
У 2013 році «Нафтовик» відновив виступи в обласних чемпіонатах, виступаючи з перервами в Першій лізі (2013-2014, 2016-2017, 2019-2021) та Прем'єр-лізі (з 2022).

## Статистика
| Рік                                | Ліга                                        | Місце          |
| 1940 (весна)                       | Першість Дрогобицької області               | невідомо       |
| 1940 (осінь)                       | Першість Дрогобицької області               | 1              |
| 1946                               | Першість Дрогобицької області               | невідомо       |
| 1947                               | Першість Дрогобицької області               | невідомо       |
| 1948                               | Чемпіонаті УРСР серед КФК                   | 5 (10 зона)    |
| 1949                               | Чемпіонаті УРСР серед КФК                   | 3 (10 зона)    |
| 1950                               | Чемпіонаті УРСР серед КФК                   | 8 (4 зона)     |
| 1951                               | Першість Дрогобицької області               | невідомо       |
| 1952                               | Першість Дрогобицької області               | невідомо       |
| 1953                               | Першість Дрогобицької області               | невідомо       |
| 1954                               | Першість Дрогобицької області               | 3              |
| 1955                               | Першість Дрогобицької області               | невідомо       |
| 1956                               | Першість Дрогобицької області               | 2              |
| 1957                               | Першість Дрогобицької області               | 2              |
| 1958                               | Першість Дрогобицької області               | невідомо       |
| 1959                               | Першість Дрогобицької області               | невідомо       |
| Інформація про виступи відсутня    |                                             |                |
| 1994/95                            | Чемпіонат Львівської області                | 13             |
| 1995/96                            | Чемпіонат Львівської області                | 5              |
| 1996/97                            | Чемпіонат Львівської області                | 9              |
| 1997/98                            | Чемпіонат Львівської області                | 8              |
| 1998/99                            | Чемпіонат Львівської області                | 3              |
| 1999                               | Чемпіонат Львівської області                | 1              |
| 2000                               | Чемпіонаті України з футболу серед аматорів | 3 (група 1)    |
| Інформація про результати відсутня |                                             |                |
| 2004                               | Чемпіонат Львівської області(?)             | 5              |
| Інформація про результати відсутня |                                             |                |
| 2013                               | Перша ліга Львівщини                        | 10 (група «Б») |
| 2014                               | Перша ліга Львівщини                        | 4 (група «Б»)  |
| 2016                               | Перша ліга Львівщини                        | 7 (група «В»)  |
| 2017                               | Перша ліга Львівщини                        | 4              |
| 2019                               | Перша ліга Львівщини                        | 9              |
| 2020                               | Перша ліга Львівщини                        | 4              |
| 2021                               | Перша ліга Львівщини                        | 4              |
| 2022                               | Прем'єр-ліга Львівщини                      | 5              |
| 2023                               | Прем'єр-ліга Львівщини                      | 4 (група «Б»)  |

## Принципіальні матчі

### Бориславське дербі («Нафтовик»- «Галлак»)
Другій половині 1990-х у Бориславі було власне міське дербі між командою місцевого лакофарбового заводу «Галлак» та «Нафтовиком».
Тільки в рамках обласних чемпіонатів «Галлак» та «Нафтовик» зустрічалися щонайменше шість раз. Але, на жаль, результати матчів не збереглися.
Найбільш запеклим сезоном став 1997/98, коли «Галлак» всього на одне очко випередив «Нафтовик», зайнявши сьоме місце.